# Tonino Valerii
Tonino Valerii (eigentlich Antonio Valerii; * 20. Mai 1934 in Montorio al Vomano; † 13. Oktober 2016 in Teramo) war ein italienischer Filmregisseur und Drehbuchautor.

## Leben
Valerii begann im Filmgeschäft als Dokumentarfilmer, Regieassistent und Drehbuchautor. Mit Ernesto Gastaldi schrieb er (unter Pseudonym) Horrorfilme und assistierte Sergio Leone bei dessen Italowestern Für eine Handvoll Dollar und Für ein paar Dollar mehr. Diese beiden Filme waren wegweisend für seinen Stil als eigenständiger Regisseur. Das wird in seinen beiden ersten größeren, nach seinem Debüt entstandenen, Westernproduktionen Der Tod ritt dienstags und Blutiges Blei deutlich.
Nach einem guten Thriller, Mio caro assassino, legte er  mit Sie verkaufen den Tod einen ernsthaften Western mit James Coburn und Bud Spencer vor, der in Deutschland auch als Der Dicke und das Warzenschwein stark gekürzt und mit Klamauk-Synchronisation vermarktet wurde. Am bekanntesten wurde Valerii mit seiner Parodie auf den alten Western, Mein Name ist Nobody, bei dem er erneut mit Leone, der als Produzent (und ungenannter Regisseur einiger Szenen) fungierte, zusammenarbeitete. Erneut verlor der Film aber in der deutschen Fassung stark an Aussage und Qualität. Nach einem Kriminalfilm und einem Action-Streifen wandte er sich Fernseharbeiten zu, unter denen Prova d'innozenza aus dem Jahr 1990 mit Enrico Montesano in einer ernsten Rolle herausragt. Valeriis Kinoarbeiten der 1980er Jahre sind wenig bemerkenswerte Imitationen amerikanischer Vorbilder.

## Filmografie
Regieassistent:
- 1964: Für eine Handvoll Dollar (Per un pugno di dollari)
- 1965: Für ein paar Dollar mehr (Per qualche dollaro in più)

Regisseur:
- 1966: Lanky Fellow – Der einsame Rächer (Per il gusto di uccidere)
- 1967: Der Tod ritt dienstags (I giorni dell’ira) (& Drehbuch)
- 1969: Blutiges Blei (Il prezzo del potere)
- 1970: Das Mädchen Julius (La ragazza di nome Giulio) (auch Drehbuch und Schauspieler)
- 1972: Mio caro assassino (& Drehbuch)
- 1972: Sie verkaufen den Tod (Una ragione per vivere e una per morire) (& Drehbuch)
- 1973: Mein Name ist Nobody (Il mio nome è Nessuno)
- 1976: Der Gorilla begleicht die Rechnung (Vai gorilla)
- 1977: Sahara Cross – Duell in der Wüste (Sahara Cross) (& Drehbuch)
- 1986: Skrupellos (Senza scrupoli) (& Drehbuch)
- 1987: Brothers in Blood (La sporca insegna del coraggio)
- 1987: Sicilian Connection
- 1997: Una vacanza all’inferno

Drehbuch (Auswahl):
- 1964: Der Todesfluch der brennenden Hexe (I lunghi capelli della morte)
- 1964: Ein Toter hing am Glockenseil (La cripta e l’incubo)

als Schauspieler:
- 2007: All’amore assente; Regie: Andrea Adriatico